# Very Bad Strip, la cave se rebiffe !
Pour plus de détails, voir Fiche technique et Distribution.
Very Bad Strip, la cave se rebiffe ! (The Grand) est un film américain d'improvisation réalisé par Zak Penn en 2007 et sorti en 2008.
Le casting du film comprend Ray Romano, Woody Harrelson, Chris Parnell, Werner Herzog, Jason Alexander, Dennis Farina, David Cross, Gabe Kaplan, Michael Karnow et Cheryl Hines ainsi que plusieurs véritables joueurs vedettes de poker de Las Vegas.

## Liminaire
Selon Penn, le film est inspiré de ceux de Christopher Guest où chaque acteur reçoit des indications sur le caractère de leur personnage puis sont libres d'improviser chaque scène. L'intrigue du film est cependant ici plus ouverte. Le sujet du film est un tournoi de poker joué au Golden Nugget à Las Vegas où les acteurs se mêlent aux joueurs professionnels. Le script du film ne précisait pas qui serait le vainqueur du tournoi et la fin du film a été déterminée par le résultat du tournoi.
Le film a été présenté au Festival du film de TriBeCa (New York) et est distribué par Anchor Bay Entertainment.
Le film est sorti en version limitée aux États-Unis le 21 mars 2008.

## Fiche technique
- Titre : Very Bad Strip, la cave se rebiffe !
- Titre original : The Grand
- Réalisation : Zak Penn
- Scénario : Zak Penn et Matt Bierman
- Musique : Stephen Endelman
- Photographie : Anthony Hardwick
- Montage : Abby Schwarzwalder
- Production : Jeff Bowler, Ross M. Dinerstein, Gary Marcus, Zak Penn, Bret Saxon et Bobby Schwartz
- Société de production : Insomnia Media Group, Eleven Eleven Films et IMG Film 7
- Société de distribution : Anchor Bay Entertainment (États-Unis)
- Pays :  États-Unis
- Genre : Comédie
- Durée : 104 minutes
- Dates de sortie : 
  -  États-Unis : 7 juin 2007

## Distribution
- Woody Harrelson : « One Eyed » Jack Faro (le favori sentimental)
- Cheryl Hines : Lainie Schwartzman (la femme)
- David Cross : Larry Schwartzman (le Bad Boy)
- Richard Kind : Andy Andrews (l'inconnu)
- Chris Parnell : Harold Melvin (le génie solitaire)
- Dennis Farina : Deuce Fairbanks (le vieux jeu)
- Werner Herzog : l'Allemand
- Ray Romano : Fred Marsh
- Barry Corbin : Jimminy « Lucky » Faro
- Michael McKean : Steve Lavisch
- Gabe Kaplan : Seth Schwartzman
- Andrea Savage : Renee Jensen
- Estelle Harris : Ruth Melvin
- Michael Karnow : Mike Werbe
- Judy Greer : Sharon Andrews
- Jason Alexander : Yakov Achmed
- Brett Ratner : « Sob Story » Barry Blausteen
- Hank Azaria : Mike « The Bike » Neslo
- David Pressman : Melville « Murph Murph » Murphy
- Tom Hodges (en) : Tim « Tiny Wonder » Woolrich
- Shannon Elizabeth : Toni

## Version française
- Société de doublage : NDE Production
- Direction artistique : Antony Delclève
- Adaptation des dialogues : Frédéric Alameunière
- Enregistrement et mixage :